# Aleixo-Platini Menga
Pour les articles homonymes, voir Menga.
Aleixo-Platini Menga (né le 29 septembre 1987 à Luanda) est un athlète allemand, d'origine angolaise, spécialiste du 200 m.
Médaille d'argent sur 200 m aux Championnats d'Europe espoirs d'athlétisme 2009, son meilleur temps est de 20 s 52 (0,4) à Göttingen le 28 juin 2009.
Il porte son record sur 100 m à 10 s 19 à Clermont le 26 avril 2014, puis dans la même ville de Floride, le 14 mai 2016, il court le 200 m en 20 s 27, nouveau record personnel.
Son entraîneur est Axel Berndt et depuis 2006, il appartient au club Turn- und Sportverein Bayer 04 Leverkusen e.V.